# BLOW (バンド)
BLOW（ブロウ）は、日本の音楽バンド。レイズイン所属ミュージシャンの中では数少ない、セルフプロデュースで行ったバンドだった。

## 来歴
- 1993年、ロックバンド「Pliːz（プリィズ）」のメンバーだった沢村大和[1]、野中則夫、鈴木英利の3名で結成。シングル「少年の翼」でマイカルハミングバードよりデビュー。
- 1996年、沢村がソロ活動を開始（レコード会社は東芝EMI）。
- 2000年、活動停止[2]。

## メンバー
- 沢村大和（ボーカル、作詞、作曲）
- 野中則夫（ギター、作曲）
- 鈴木英利（キーボード、作曲、編曲）

## ディスコグラフィ

### シングル
1. 少年の翼（1993年6月16日）
2. 好きで好きでたまらない（1993年8月25日）
3. そばにいてほしい 君にいてほしい（1994年1月26日）
4. 熱愛（1994年5月25日）
5. 夢の降る街（1994年11月30日）
6. SUCCESS（1995年8月10日）
7. RUSTY ROSE（1996年2月25日）
8. MONKEY GAME（1996年5月10日）

### アルバム
1. くちづけだけじゃ君に伝えられない（1993年8月25日）
2. 風が見える瞳のままで（1994年2月23日）
3. 夢の降る街（1994年11月30日）
4. BREATHLESS（1995年10月10日）
5. 渇いた太陽の下で（1996年6月10日）
6. 観覧車（1998年3月25日）

## タイアップ一覧
| 年     | 曲名                            | タイアップ                                                                   | 収録作品                        |
| ------ | ------------------------------- | ---------------------------------------------------------------------------- | ------------------------------- |
| 1993年 | 少年の翼                        | TBS系『たけし・所のドラキュラが狙ってる』エンディング・テーマ                | 少年の翼                        |
| 1993年 | ANGEL NOISE                     | TBS系『Daytona-TV』エンディング・テーマ                                      | 少年の翼                        |
| 1993年 | 好きで好きでたまらない          | よみうりテレビ・日本テレビ系『所さんのお騒がせデス』エンディング・テーマ     | 好きで好きでたまらない          |
| 1994年 | そばにいてほしい 君にいてほしい | TBS系『たけし・所のドラキュラが狙ってる』エンディング・テーマ                | そばにいてほしい 君にいてほしい |
| 1994年 | そばにいてほしい 君にいてほしい | ミズノ「'94 SUPER STAR」CMソング                                             | そばにいてほしい 君にいてほしい |
| 1994年 | 熱愛                            | テレビ東京系『ダイナミックサッカー』エンディング・テーマ                     | 熱愛                            |
| 1994年 | いくつもの涙をこえて            | テレビ東京系『ダイナミックサッカー』エンディング・テーマ                     | 熱愛                            |
| 1994年 | 夢の降る街                      | よみうりテレビ・日本テレビ系『どんまい!! SPORTS & WIDE』エンディング・テーマ | 夢の降る街                      |
| 1995年 | SUCCESS                         | 花王「SUCCESS・トニック」CFソング                                            | SUCCESS                         |
| 1996年 | MONKEY GAME                     | サッポロビール飲料「アパニ・スポーツウォーター」CMソング                     | MONKEY GAME                     |
| 1996年 | 君が泣いた夜                    | アディダス「がんばれ!ニッポン」CMソング                                      | MONKEY GAME                     |
| 1996年 | 最後の楽園                      | 大京「'96ライオンズマンション・ホームベース編」CMソング                      | 渇いた太陽の下で                |

## ライブ
| 日程                    | ライヴタイトル                  | 開催場所                                                                                   |
| ----------------------- | ------------------------------- | ------------------------------------------------------------------------------------------ |
| 1993年9月15日 - 9月20日 | BLOW CLUB CIRCUIT "ANGEL NOISE" | 9月15日 - 名古屋クラブクアトロ 9月16日 - 心斎橋クラブクアトロ 9月20日 - 渋谷クラブクアトロ |
| 1994年5月19日           | 5・19 君に会いたくて            | 渋谷公会堂                                                                                 |
| 1996年4月9日            | BLOW LIVE'96〜RUSTY ROSE〜      | 日清パワーステーション                                                                     |

## ラジオ出演
- BLOW BY BLOW〜風が見える瞳のままで〜（ABCラジオ）
- Pop Salad〜CANKO NIGHT〜（エフエム愛知）
- BLOWのANACULA〜アリですよアリ〜（NACK5）
- 夜はこれからSaturday Night〜BLOW今週の言いたい放題〜（エフエム会津）
- BLOWとNAOのKAKATO OTOSHI（エフエム愛知）